# Hospital Sohar
El Hospital Sohar es un centro asistencial dependiente del Ministerio de Salud, en Omán que se creó en 1997 y es un hospital de tercer nivel de 408 camas en el wilayat (provincia) de Sohar. Su objetivo es atender a la población del norte de la región de Batina que se extiende desde Suweiq a Shinaz. Es un hospital con múltiples especiales que tiene instalaciones completamente equipadas para adultos, en pediatría, aparte de instalaciones para diálisis. Las instalaciones operativas son aptas en cirugías laparoscópicas, cirugías abdominales, así como en la artroscopia y endoscopia sinusal. Es un hospital de enseñanza para los estudiantes del Colegio médico de Omán (segunda universidad médica en el Sultanato de Omán). La mayor parte del personal del Hospital está formada por expatriados incluyendo médicos y paramédicos.